# Walter Helfsgott
Walter Ernst Helfsgott (* 11. Januar 1911 in Barschdorf, Schlesien; † 23. Juli 1980 in Düsseldorf) war ein deutscher SS-Hauptsturmführer, Teilkommandoführer des Einsatzkommandos 6 der Einsatzgruppe C und Führer des Sonderkommandos 1005 B.

## Leben
Helfsgott war Sohn eines Landwirts. Er besuchte zwei Jahre die örtliche Volksschule. Von 1919 bis 1929 absolvierte er die Oberrealschule in Liegnitz, an der er auch die Reifeprüfung ablegte. Danach nahm er an einem Lehrgang an einer Handelsschule teil und nahm eine Tätigkeit in einer Auskunftei in Liegnitz auf. Im Frühjahr 1930 begann er das Studium der Rechtswissenschaft an der Universität Wien. Danach wechselte er an die Universität Breslau. Er unterbrach das Studium wegen einer achtwöchigen schwarzen Ausbildung bei der Reichswehr im Winter 1931/1932. Nach dieser Unterbrechung setzte er das Studium an der Universität Jena fort.
Von 1933 bis 1934 war er in der SA aktiv. Wegen wirtschaftlicher Probleme brach er 1934 sein Studium nach sechs Semestern ab. Im Herbst 1934 meldete er sich freiwillig zum Wehrdienst in der Reichswehr. Von 1936 bis 1937 arbeitete er bei einer Versicherungsgesellschaft. Am 22. Mai 1937 beantragte er die Aufnahme in die NSDAP und wurde rückwirkend zum 1. Mai desselben Jahres aufgenommen (Mitgliedsnummer 4.750.512).
Am 19. Juli 1937 trat er eine Stelle als Kriminalkommissaranwärter bei der Kriminalpolizeileitstelle Breslau an. 1938 nahm er an einer zweimonatigen Reserveübung bei der Wehrmacht teil, wobei er den Dienstgrad eines Wachtmeisters der Reserve und Offiziersanwärters hatte. Seit Juni 1941 gehörte er der Sicherheitspolizei Breslau an. Am 13. August 1942 wurde zum Einsatz in die Sowjetunion bei der Einsatzgruppe C in Kiew berufen. Danach erfolgte seine Versetzung Anfang September zum Einsatzkommando 6 nach Rostow. Am 15. September 1942 übernahm er bis zum Januar 1943 die Führung eines Teilkommandos bei Schachty. Dort leitete er die Erschießungen von Juden an einem Kohlenschacht. Im Februar 1943 übernahm er in Mariupol die Ausbildung einheimischer Hilfswilliger (Hiwis). Diese führte er nach der Ausbildung ab März 1943 bei Kämpfen gegen Partisanen im Gebiet der Pripjetsümpfe. Im Jahre 1944 wurde er nach Riga versetzt, wo er als Nachfolger Fritz Zietlows das Sonderkommando 1005 B (SK 1005 B) leitete. Nach Auflösung des SK 1005 B war er sechs Monate in der Einsatzgruppe "Iltis" im Grenzgebiet von Österreich und Jugoslawien Führer eines Teilkommandos zur Partisanenbekämpfung.
Am 11. Mai 1945 geriet Helfsgott in englische Gefangenschaft, wobei er in Italien interniert wurde. Im Juni 1947 wurde er aus der Kriegsgefangenschaft entlassen. Nach einem Spruchkammerverfahren wurde er in Lüneburg 1949 als „entlastet“ entnazifiziert (Gruppe V). Nach erfolgter Entnazifizierung bewarb er sich noch im August 1949 erfolglos um Einstellung bei der Kriminalpolizei in Düsseldorf und berief sich dabei unter anderem auf den Leiter des LKA in NRW Friederich D’heil, mit dem er bereits in Breslau zusammengearbeitet hatte. Dieser wies einen anderen ehemaligen Breslauer Kriminalbeamten an, Helfsgott ein gutes Leumundszeunis auszustellen, dem schließlich bescheinigt wurde, nicht NS-belastet zu sein. Aufgrund mangelnder Planstellen kam es jedoch nicht zu einer Einstellung bei der Düsseldorfer Kriminalpolizei, auch nicht als Folge einer kurz darauf erfolgten erneuten Bewerbung.
Helfsgott bestritt seinen Lebensunterhalt bei einer Versicherung als Vertreter für Werbung. In Burgdorf wurde er Geschäftsführer eines Einzelhandelsverbandes. Vom November 1951 bis November 1954 arbeitete er für die Firma Siegert & Co. GmbH in Hamburg. Von November 1950 bis 30. November 1954 war er als V-Mann für die Organisation Gehlen im Raum Hamburg tätig. Ihm gelang 1954 der Wiedereintritt in den Polizeidienst. Danach arbeitete er beim Landeskriminalamt in Düsseldorf, wo er schließlich bis zum Kriminaloberkommissar befördert wurde. Er war beim LKA unter anderem als Referatsleiter für „überörtliche Verbrechensbekämpfung (Wirtschafts- u. Korruptionsdelikte)“ zuständig. Anfang der 1960er Jahre kam es zu Ermittlungen sowie Vernehmungen wegen seiner Verbrechen mit dem Sonderkommando 1005b und als ehemaliger Teilkommandoführer im Einsatzkommando 6.
Am 8. Januar 1962 wurde er verhaftet und blieb bis zum 15. Dezember 1964 in Untersuchungshaft. Sein ehemaliger Kollege D’heil, der im Prozess als Zeuge gehört wurde, stellte Helfsgott ein gutes Zeugnis aus. Er gab zudem an, dass ihm bei Helfsgotts Einstellung beim LKA dessen Tätigkeit bei Einsatzkommandos im Osten nicht bekannt gewesen sei. In der Tagespresse wurde über den Prozess folgendes berichtet:

„Der Angeklagte Helfsgott verteidigte sich gestern im Einsatzkommandoprozeß auf erstaunliche Art: ‚Ich gab mir alle Mühe, die Mütter zu überreden, sich von ihren kleinen Kindern zu trennen. Aber sie weigerten sich. Da habe ich aus humanitären Gründen die Kinder bei ihren Müttern gelassen und sie wurden mit erschossen.‘ Damit wollte Helfsgott den Zeugen Breuer (56) daran erinnern, daß er, Helfsgott, schließlich kein ‚Scharfmacher‘ gewesen sei. Helfsgott räumte damit von sich aus mehr ein, als ihm bisher irgend eine Zeugenaussage anzulasten vermochte. […] Einmal, als Breuer zum Schießen kommandiert war, befanden sich auch drei Mütter mit ihren Kindern – zwischen 5 und 7 Jahre alt – unter den Opfern. Breuer: Da konnte ich nicht, ich weigerte mich zu schießen. Helfsgott stand 15m von mir und befahl: ‚Fangen Sie an!‘, ich sagte: ‚Ich kann nicht!‘, Helfsgott rief: ‚Sie haben das Ganze wohl noch nicht begriffen, wissen wohl nicht, worum es hier geht?‘ Und nach längerem Wortwechsel sagte Helfsgott höhnisch zu mir: ‚Wenn Sie nicht schießen, müssen Sie nachher schaufeln.‘“

Das Landgericht Wuppertal verurteilte ihn am 7. August 1963 wegen Beihilfe zum Mord an 40 Juden zu vier Jahren und drei Monaten Haft. Doch das Urteil erlangte bis 1967 keine Rechtskraft, so dass er bis Dezember 1967 in Freiheit blieb und bei einem Handelshaus für Kraftfahrzeuge in Düsseldorf in der Rechtsabteilung arbeitete.
Danach nahm die Staatsanwaltschaft Stuttgart gegen Helfsgott, Zietlow und zwei weitere Beschuldigte Ermittlungen wegen der Erschießung von Häftlingen im Rahmen des SK 1005 auf. Helfsgott und ein Mitangeklagter wurden am 13. März 1969 vom Stuttgarter Landgericht freigesprochen, Zietlow und ein weiterer Angeklagter zu Freiheitsstrafen verurteilt. Helfsgott blieb nach Angaben des Gefängnispfarrers bis zu seinem Tod überzeugter Nationalsozialist, was auch ein Trauerredner während Helfsgotts Beerdigung am 31. Juli 1980 in Düsseldorf betonte.